# 御津町金野
御津町金野（みとちょうかねの）は、愛知県豊川市の地名。

## 地理
旧御津町北西部に位置する。西は蒲郡市、南は蒲郡市・御津町豊沢に接する。

### 字一覧
- 青木（あおき）[WEB 6]
- 油田（あぶらだ）[WEB 6]
- 石田（いしだ）[WEB 6]
- 稲場（いなば）[WEB 6]
- 岩本（いわもと）[WEB 6]
- 上野（うえの）[WEB 6]
- 籠田（かごた）[WEB 6]
- 上沢（かみさわ）[WEB 6]
- 観音寺（かんのんじ）[WEB 6]
- 国坂（くにざか）[WEB 6]
- 小根沢（こねざわ）[WEB 6]
- 郷作（ごうさく）[WEB 6]
- 五反田（ごたんだ）[WEB 6]
- 猿沢（さるさわ）[WEB 6]
- 下（した）[WEB 6]
- 下ノ前（しものまえ）[WEB 6]
- 新砂田（しんすなた）[WEB 6]
- 砂田（すなた）[WEB 6]
- 竹入（たけいり）[WEB 6]
- 足見（たるみ）[WEB 6]
- 徳寒（とくさぶ）[WEB 6]
- 中切（なかぎり）[WEB 6]
- 中畑（なかばた）[WEB 6]
- 西沢（にしざわ）[WEB 6]
- 灰野坂（はいのざか）[WEB 6]
- 長谷沢（はせざわ）[WEB 6]
- 東河津（ひがしかわづ）[WEB 6]
- 東田（ひがしだ）[WEB 6]
- 東畑（ひがしばた）[WEB 6]
- 桧河津（ひのきかわづ）[WEB 6]
- 深沢（ふかざわ）[WEB 6]
- 深田（ふかだ）[WEB 6]
- 袋田（ふくろだ）[WEB 6]
- 藤ケ山（ふじがやま）[WEB 6]
- 藤久保（ふじくぼ）[WEB 6]
- 見竹（みたけ）[WEB 6]
- 山影（やまかげ）[WEB 6]
- 山本（やまもと）[WEB 6]
- 横手（よこて）[WEB 6]

### 交通
- 国坂峠[1]
- 愛知県道豊川蒲郡線[1]

### 施設
- 熊野神社[1]
- 八柱神社[1]
- 白山神社[1]
- 稲葉神社[1]
- 座王神社[1]
- 寒佐神社[1]
- 臨済宗妙心寺派仲仙寺[1]
- 浄土宗松沢寺[1]
- 正覚寺[1]
- 円蔵寺[1]
- 粗大ゴミ処理場[1]
- 簡易郵便局[1]

## 歴史

### 人口の変遷
国勢調査による人口および世帯数の推移。
| 2010年（平成22年） | 111世帯 369人 |  |
| 2015年（平成27年） | 98世帯 324人  |  |
| 2020年（令和2年）  | 95世帯 282人  |  |

### WEB
1. ↑  “愛知県豊川市の町丁・字一覧”.   人口統計ラボ. 2024年5月1日閲覧。
2. ↑  “大字別世帯数人口集計表” (XLSX). 豊川市ホームページ.   豊川市役所. 2024年12月1日閲覧。
3. ↑  “読み仮名データの促音・拗音を小書きで表記するもの(zip形式) 愛知県” (zip).   日本郵便 (2024年2月29日). 2024年3月26日閲覧。
4. ↑  “市外局番の一覧” (PDF).   総務省 (2022年3月1日). 2022年3月22日閲覧。
5. ↑  “ナンバープレートについて”.   一般社団法人愛知県自動車会議所. 2024年1月21日閲覧。
6. 1 2 3 4 5 6 7 8 9 10 11 12 13 14 15 16 17 18 19 20 21 22 23 24 25 26 27 28 29 30 31 32 33 34 35 36 37 38 39  “愛知県豊川市御津町金野の住所一覧”.   ゼンリン. 2025年1月13日閲覧。
7. ↑  総務省統計局 (2012年1月20日). “平成22年国勢調査の調査結果(e-Stat) - 男女別人口及び世帯数 －町丁・字等” (CSV). 2021年7月21日閲覧。
8. ↑  総務省統計局 (2017年1月27日). “平成27年国勢調査の調査結果(e-Stat) - 男女別人口及び世帯数 －町丁・字等” (CSV). 2021年7月21日閲覧。
9. ↑  総務省統計局 (2022年2月10日). “令和2年国勢調査の調査結果(e-Stat) - 男女別人口，外国人人口及び世帯数－町丁・字等” (CSV). 2023年8月2日閲覧。

### 書籍
1. 1 2 3 4 5 6 7 8 9 10 11 12 13 14 15 16  「角川日本地名大辞典」編纂委員会 1989, p. 2022.